# Olha Kobylianska
Olha Yulianivna Kobylianska (en ucraniano: Ольга Юліанівна Кобилянська; 27 de noviembre de 1863 Gura Humorului, Bucovina, Austro-Hungría - 21 de 1942 Chernivtsí, Rumania) fue una escritora modernista, nacionalista y feminista ucraniana.

## Biografía

### Origen
Kobylianska nació en Gura Humorului (en alemán: Gura-Humora) en Bucovina (ahora en el condado de Suceava, Rumania) en la familia de un pequeño trabajador administrativo de ascendencia noble de Ucrania central. Fue la cuarta hija de siete hijos de la familia de Maria Werner (1837-1912) y Yulian Yakovych Kobyliansky (1827-1912). uno de sus parientes lejanos fue el poeta alemán Zacharias Werner. María Werner era una alemana polonizada que fue bautizada como greco-católica y aprendió el dialecto local del idioma ucraniano. uno de los hermanos de Olha, Stepan Yulianovych, se convirtió en pintor-retratista, otro, Yulian Yulianovych, se convirtió en filólogo y fue autor de varios libros de texto en latín.

### Primeros días
Kobylianska fue principalmente autodidacta y recibió solo cuatro años de educación formal en idioma alemán. Escribió sus primeras obras en alemán, a partir de 1880. Además de dominar el alemán, hablaba ucraniano y polaco. En algún momento de 1868 su padre aceptó un trabajo en Suceava y se mudó con su familia. Allí conoció a Olha Ustyianovych, la hija del escritor ucraniano Mykola Ustyianovych. En 1889 se mudó a la finca de los padres de su madre en el pueblo de Dymka (hoy parte del Raión de Chernivtsí, Óblast de Chernivtsí). En 1973 se inauguró allí un museo en su memoria.

### Chernivtsí

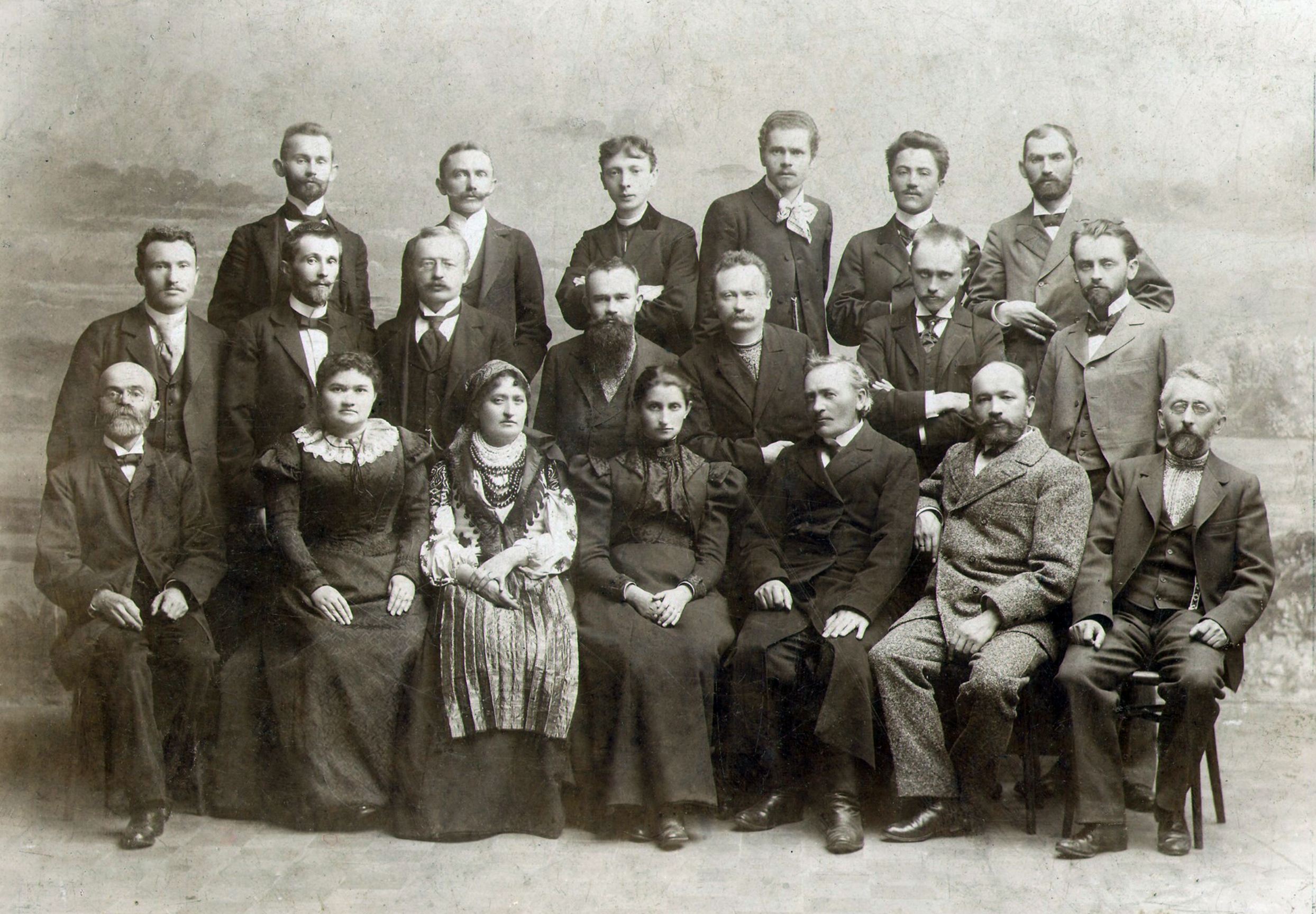
La junta directiva y los miembros de la Sociedad Científica Shevchenko celebran el centenario de la publicación de Eneida de Ivan Kotliarevsky, Leópolis, 31 de octubre de 1898: Sentados en la primera fila: Mykhaylo Pavlyk, Yevheniya Yaroshynska, Natalia Kobrynska, Olha Kobylianska, Sylvester Lepky, Andriy Chaykovsky, Kost Pankivsky. En la segunda fila: Ivan Kopach, Volodymyr Hnatiuk, Osyp Makovei, Mykhailo Hrushevsky, Ivan Franko, Oleksandr Kolessa, Bohdan Lepky. En la tercera fila: Ivan Petrushevych, Filaret Kolessa, Yossyp Kyshakevych, Ivan Trush, denys Lukianovych, Mykola Ivasyuk.

En 1891 se trasladó a Chernivtsí. Allí conoció a Natalia Kobrynska (Ozarkevych) y a la doctora Sofía Okunevska, quienes la animaron a leer mucho y a escribir en ucraniano. Se enamoró del hermano de Kobrynska, el doctor Yevhen Ozarkevych.
En 1894 se convirtió en una de las fundadoras de la Asociación de Mujeres Rutenas en Bucovina, cuyo programa incluyó en su folleto el escrito «Algo sobre la idea del movimiento feminista». una de sus obras más destacadas que plasmó sus opiniones políticas y sociales fue la novela Tsarivna (del ucraniano, "Princesa"), publicada en el periódico Bukovina en 1895, así como en otras publicaciones posteriores. Princesa (originalmente titulada Lorelei) fue su primera obra publicada en idioma ucraniano, en lugar de en alemán.
En 1896 escribió Arystokratka, seguida de Impromptu phantasie' y Valse melancolique en 1898. La última constituyó un tratamiento pionero del amor entre personas del mismo sexo y se basó en parte en las propias experiencias de Kobylianska. En la década de 1890, había disfrutado de una relación romántica con el crítico literario masculino, Osyp Makovei, que había defendido el trabajo de Kobylianska y se sentía cómodo con el tema de los personajes femeninos fuertes, independientes y educados que afirmaban su derecho a la realización sexual. Sin embargo, más tarde se separaron y en 1901 Kobylianska conoció a la escritora Lesya Ukrainka (1871-1913). El encuentro produjo una unión intensamente apasionada que se mantuvo a través de correspondencia, ya que la enfermedad y sus circunstancias personales les impidieron vivir juntas. El crítico literario Ihor Kostetsky sugirió más tarde que la relación que tuvieron era lésbica, mientras que George S. N. Luckyj cree que: "Probablemente hubo poco o ningún contacto físico entre las dos mujeres, aunque el lenguaje de sus cartas parece homoerótico". Solomiia Pavlychko ha señalado los fuertes motivos homoeróticos encontrados en la obra publicada de Kobylianska, más notablemente en Valse mélancolique. 
Sus otras novelas conocidas fueron Zemlya (del ucraniano, "La tierra", 1902) y V nedilyu rano zillia kopala (del ucraniano, "El domingo por la mañana recogió hierbas", 1909). Sobre este último, Vitaly Chernítski escribió:

La trama del libro se basa en una conocida canción popular ucraniana, "Oi ne khody, Hrytsiu..." ("O Don't Go Out, Hryts'..."). En ella, un joven, Hryts, corteja a dos mujeres jóvenes simultáneamente. una de las dos mujeres, desesperada, envenena a su amado con una poción de hierbas. Dado que el lector conoce de antemano la trama de la obra, la atención se centra en su presentación: las técnicas narrativas empleadas, la descripción de la naturaleza, las costumbres y rituales rurales y las subtramas y detalles adicionales introducidos por la autora. La trama de la novela se desarrolla a través de la introducción de un nuevo conjunto de personajes, gitanos nómadas que se mueven entre [una zona rural en los Cárpatos ucranianos] y la llanura húngara y desempeñan un papel fundamental en el texto. Este elemento de lo que los estudios culturales contemporáneos llamarían "hibridez" hace que la novela de Kobylianska destaque entre las obras de modernistas ucranianos que abordan temas folclóricos.
Vitaly Chernítski

Simultáneamente, algunas de sus obras poéticas y en prosa de estilo abstracto y simbólico fueron publicadas en varias revistas locales como Svit y Ukrainian Hut.
Mijáilo Staritski escribió más tarde una obra de teatro con el mismo nombre V nedilyu rano zillia kopala, que también fue traducida a varios idiomas. Más tarde, Kobylianska conoció y viajó con compatriotas ucranianos como Lesya Ukrainka, Iván Frankó, Vasyl Stefanyk y Mijailo Kotsiubinski, quienes influyeron en su perspectiva cultural y política. describió la Primera Guerra Mundial junto con otros escritores como Marko Cheremshyna, Osyp Makovey y Katria Hrynevycheva. Algunos de sus relatos de ese período fueron «Juda» y «La carta de un soldado convicto a su esposa» entre otros.
En 1918 se opuso firmemente a la unión de Bucovina con Rumania, lo que resultó en su persecución por parte de las nuevas autoridades rumanas. En 1940, cuando la unión Soviética ocupó Besarabia y el norte de Bucovina, le dio la bienvenida a las tropas de ocupación soviéticas. Se le concedió la ciudadanía soviética y fue admitida en la unión de Escritores Soviéticos de Ucrania. En 1941, cuando este territorio fue devuelto a Rumanía, no pudo marcharse de Chernivtsí debido a problemas de salud.
Su apartamento fue registrado y varias obras y manuscritos fueron confiscados y desaparecieron sin dejar rastro. El gobierno rumano ordenó que la escritora compareciera ante un tribunal militar. Antes de que se completara su juicio, el 21 de marzo de 1942, Olha Kobylianska murió a la edad de 78 años. Las autoridades rumanas prohibieron a la ciudadanía ucraniana presentar sus últimos respetos a la escritora, y sólo sus familiares asistieron al funeral.

### Patrimonio y legado

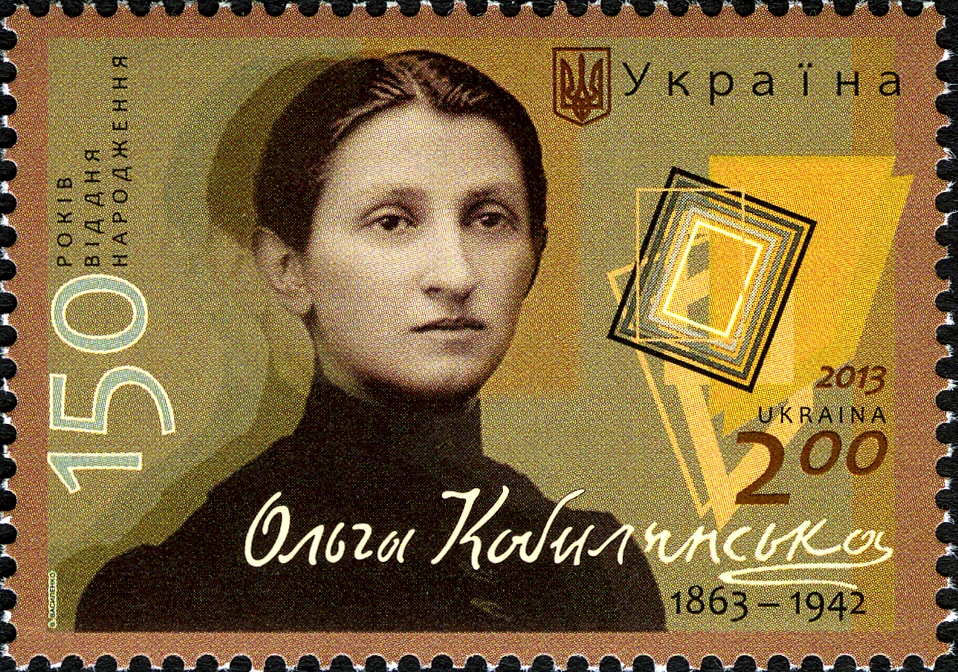
Sello postal ucraniano de 2013 que representa a Olha Kobylianska

El 27 de noviembre de 1940, después de la ocupación soviética del norte de Bucovina, el comité ejecutivo de la región de Chernivtsí cambió el nombre de la principal calle peatonal de Chernivtsí, que anteriormente llevaba el nombre de Iancu Flondor, al de la escritora. Posteriormente varias calles recibieron su nombre, en ciudades como Kiev, Leópolis, Dnipró y Zaporiyia.
En 1954 se le puso su nombre al Teatro Dramático de Chernivtsí. En 1964 se instaló un pequeño monumento delante de la entrada del teatro. después de la renovación del teatro en 1977-1980, se instaló un nuevo monumento obra de los escultores Anatolii Skyba y Mykola Myroshnychenko. El monumento original fue trasladado al pueblo de Dymka en el raión de Chernivtsí.
En 2006 se creó el Premio Literario Olha Kobylianska al mejor trabajo literario, artístico o periodístico, e investigación científica sobre el tema de la mujer en la sociedad ucraniana.

## Literatura

### Historias y novelas
- Людина (1886)
- Царівна (1896)[3]
- Земля (1901)
- Ніоба (1905)
- В неділю рано зілля копала (1908)[4]
- Через кладку (1911)
- За ситуаціями (1913)
- Апостол черні (1926)

### Historias cortas
- Картинки з життя Буковини (1885) — оповідання.
- Видиво (1885) — алегорична замальовка.
- Голубка і дуб (1886) — алегорична замальовка.
- Вона вийшла заміж (1886-1887) — оповідання.[3]
- Природа (1887) — новела.
- Жебрачка (1888).
- У св. Івана (1890) — оповідання.
- Impromtu phantasie (1894).
- Valse melancolique (1894).
- Рожі (1896) — мініатюра.
- Він і вона (1895) — оповідання.
- Час (1895).
- Битва (1895).
- У св. Івана (1895) — оповідання.
- Банк рустикальний (1895) — оповідання.
- Аристократка (1896).
- Некультурна (1897) — новела.
- Поети (1897) — мініатюра.
- Слово зворушенного серця.
- Що я любив (1896) — мініатюра, оповідання.
- Покора (1898).
- Акорди (1898).
- На полях (1898) — оповідання.
- Там звізди пробивались (1900) — мініатюра.
- Під голим небом (1900) — нарис.
- Смутно колишуться сосни (1901) — мініатюра.
- Мої лілеї (1901) — мініатюра.
- Самітно мені на Русі (1902) — мініатюра.
- Осінню (1902).
- За готар (1903) — оповідання.
- До світа (1903).
- В долах (1907) — мініатюра.
- Весняний акорд (1910) — мініатюра.
- Юда (1917).
- Лист засудженого вояка до своєї жінки (1917).
- Назустріч долі (1917).
- Сниться (1917).
- Василка (1922).
- Вовчиха (1923) — оповідання.
- Зійшов з розуму (1923).
- Але Господь мовчить… (1927).
- Пресвятая Богородиця, помилуй нас! (1928).
- Не смійтесь (1933).

### Obras en alemán
Algunas de sus obras, escritas al inicio de su periodo de su creatividad (antes de la transición al idioma ucraniano), fueron escritas en alemán.

## Estilo de escritura
Sus escritos tenían influencias de Friedrich Nietzsche y George Sand. Kobylianska estaba interesada en el campesinado ucraniano y a menudo escribía sobre las vidas en entornos rurales. Representó la lucha entre el bien y el mal y la fuerza mística de la naturaleza, la predestinación, la magia y lo irracional en muchas de sus historias sobre la vida campesina. Sus obras son conocidas por sus descripciones impresionistas y líricas de la naturaleza y sus sutiles representaciones psicológicas.
Las obras de Kobylianska se han publicado en muchas ediciones y selecciones. En 1944 se inauguró en Chernivtsí un museo literario conmemorativo dedicado a ella. El museo está situado en el edificio en el que estuvo viviendo de 1938 a 1942.
Solomiia Pavlychko ha señalado los fuertes motivos homoeróticos encontrados en la obra publicada de Kobylianska, más notablemente en Valse mélancolique. 
Una de las citas de Zemlya

Mientras Dios me de fuerzas y mientras siga con vida, trabajaré... En el trabajo está nuestro destino, puesto que el descanso, que vendrá después, será eterno. (Zemlya, 1902)

### Adaptaciones cinematográficas de obras
- «Zemlya» (1954; en los papeles protagonistas: A. Buchma, L. Shvachko)[13]
- «El perro lobo» (1967)[13]
- «Valse mélancolique» (1990, t/f;)[13] (1994, serie de televisión, director C. Turanyian)

### En alemán
- Kleinrussische Novellen (Малоруські новели). Minden i. Westf. J. C. C. Bruns, [1901].